# Epipsilia murina
Epipsilia murina là một loài bướm đêm trong họ Noctuidae.